# 曾柏喻
曾柏喻（1996年12月3日—）為臺灣男子籃球運動員，場上位置為後衛，現效力於台灣職業籃球大聯盟新竹御嵿攻城獅。於2021年超級籃球聯賽新人選秀會中被高雄九太科技以狀元籤選中，因此曾柏喻成為選秀狀元。

## 國中生活至高中生涯
曾柏喻國中就讀新北市三峽國中。畢業後和簡廷兆兩人一同被綽號「螞蟻教練」的廖覎鋕邀請到南湖高中。在高中籃球聯賽（HBL）期間曾柏喻展現強大的得分能力，因而得到「南湖戰神」的稱號。

## 大學生涯
高中畢業後加入明道大學，大專籃球聯賽（UBA）首次登場就取得26分、6籃板、4助攻、2抄截的成績，憑藉首年優異的表現獲得大專籃球聯賽新人王的獎項，後因畢業前遭遇右腳踝撕裂傷而萌生退意。2020年加入臺中市夢想家青年隊集訓，2021年初結婚後於同年4月宣布退出臺中市夢想家青年隊以準備第十九季超級籃球聯賽新人選秀會。

## 職業生涯
2021年8月4日，曾柏喻在第十九季新人選秀會第一輪第二順位被高雄九太科技選中，因原本具有狀元籤的桃園璞園建築棄權，因此曾柏喻成為第十九季新人選秀會的選秀狀元。第十九季超級籃球聯賽曾柏喻繳出場均8.0分、3.1個籃板、3.3次助攻的成績獲選第十九季年度新人王。第十九季結束後高雄九太科技宣布解散，恢復自由身分的曾柏喻礙於P. LEAGUE+規定而投入2022年P. LEAGUE+新人選秀會，在新人選秀會第二輪獲得新竹街口攻城獅青睞。2022年8月16日，曾柏喻加盟P. LEAGUE+新竹街口攻城獅。2024年7月12日，新竹御頂攻城獅宣布與曾柏喻完成3年延長合約。

## 國家隊生涯
2014年與林明毅共同入選U18亞青賽中華男籃擔任隊上主力射手。

## 外部連結
- 曾柏喻的Instagram帳戶
- 曾柏喻在fiba.basketball（英语）
- 曾柏喻在archive.fiba.com（存檔）（英语）
- 曾柏喻在P. LEAGUE+官網
- 曾柏喻在台灣職業籃球大聯盟官網
- 曾柏喻在Eurobasket.com（球員）（英语）
- 曾柏喻在Flashscore（英语）